# Kenan Engin
Kenan Engin (* 1974 in Pertek, Türkei) ist ein in Deutschland tätiger kurdischstämmiger Politikwissenschaftler, Autor und Hochschuldozent.

## Leben
Engin emigrierte 2000 aus der Türkei nach Deutschland. Er wurde als Politikwissenschaftler im Fachbereich Internationale Beziehungen an der Ruprecht-Karls-Universität Heidelberg promoviert. Zuvor studierte er an der Universität Istanbul, Universität Heidelberg, University of London und Harvard University. Zwischen 2009 und 2014 arbeitete er als Lehrbeauftragter/Dozent an der Universität Heidelberg, Hochschule Heilbronn, Hochschule Mainz, FOM Hochschulen in Bonn und Düsseldorf sowie der FH Worms. 2014–2015 lehrte er als Associate Professor an der Polytechnischen Universität Tomsk in Russland. Er war zwischen 2019 und 2024 Professor für Soziale Arbeit/Politikwissenschaft an der Akkon-Hochschule für Humanwissenschaften in Berlin. Derzeit hat er eine Professur für Soziale Arbeit mit Schwerpunkt Flucht, Migration und Rassismus an der Internationalen Hochschule (IU) Berlin inne. 

## Arbeitsschwerpunkte
Seine Schwerpunkte sind Konfliktforschung und Prozesse des Nation-Building sowie Migrations- und Fluchtbewegungen im Nahen Osten, Türkei, Irak und Kurdistan. Kenan Engin spricht angesichts des Arabischen Frühlings von einer fünften Welle der Demokratisierung in Anlehnung an Samuel P. Huntingtons Demokratietheorie und beruft sich dabei auf Parallelen zur dritten Demokratisierungswelle in Lateinamerika während der 1970er und 1980er Jahre.
Darüber hinaus ist er Experte in verschiedenen Fragen und Themen der Flucht, Migration und Integration. Als solcher referierte er bisher bei zahlreichen Institutionen, u. a. Hochschulen, Ministerien, Städten und Parteien, sowie Medien in und außerhalb von Deutschland.
Seit 1995 schreibt er in unterschiedlichen Zeitungen und Zeitschriften. Seine Artikel, Gedichte und Aufsätze wurden in Deutsch, Englisch und Türkisch u. a. in Die Zeit, Focus Magazin, NZZ, The Jerusalem Post, Mannheimer Morgen, deutsche jugend, Migration und Soziale Arbeit, Hurriyet Daily News and Economic Review, Journal of Turkish Weekly, Eurasisches Magazin, Neue Gesellschaft/Frankfurter Hefte, beim FES-Forum, Radikal und bei Gündem und auf zahlreichen Webseiten publiziert.

## Kontroversen
Seit dem Frühjahr 2024 kam es wegen Vorwürfen rassistischer Diskriminierungen zu Unstimmigkeiten zwischen der Akkon-Hochschule und Engin in deren Verlauf Engin seit Juli 2024 verschiedene Male fristlos und ordentlich gekündigt wurde, was im Januar 2025 gerichtlich verhandelt werden wird. Prof. Engin leitete den Studiengang Soziale Arbeit. Prof. Engin hat sich gegen die Benachteiligung von Studierenden mit Migrationshintergrund ausgesprochen, und auf die Missstände an der Hochschule hingewiesen. Laut Medienberichte führte dieses Engagement zur Entlassung, die Hochschule widersprach dieser Darstellung.
Die Hochschule wurde wegen Rassismus, Diskriminierung, Mobbing, Rufschädigung und Verletzung der Persönlichkeitsrechte auf 80.000 Euro verklagt.

## Publikationen (Auswahl)
- Kefilsiz Yaşamın Yolcuları – deutsch: Die hoffnungslosen Wanderer (Gedichtband), Peri Verlag, Istanbul 2000, ISBN 975-8245-35-X.
- Ahmet Kaya: Unutulmaz Yılların Solcu Müzisyeni – deutsch: Der Sänger der unvergesslichen Jahre: Ahmet Kaya (Biographie), Peri Verlag, Istanbul 2002, ISBN 975-8245-71-6.
- Yitik Zaman Metinleri – deutsch: Die Texte der verlorenen Zeit (Essayband), Peri Verlag, Istanbul 2002, ISBN 975-8245-57-0.
- Ağlayın – deutsch: Weine (Essayband), Peri Verlag, Istanbul 2006, ISBN 975-9010-52-6.

### Wissenschaftliche Publikationen
- Untersuchung zur Konfliktbewältigung im Irak: Ein föderalistisches Konzept (Forschungsergebnisse), VDM, Saarbrücken 2010, ISBN 978-3-639-23766-5.
- ‘Nation-Building’ – Theoretische Betrachtung und Fallbeispiel: Irak (Dissertation), Nomos, Baden-Baden 2013, ISBN 978-3-8487-0684-6.
- Kurdische Migrant_innen in Deutschland: Lebenswelten – Identität – politische Partizipation (Hrsg.), Kassel University Press, Kassel 2019, ISBN 978-3-7376-0648-6.

### Filmografie
- Meran. Der lange Weg der Hoffnung, Dokumentarfilm, 2008 (Regie), Film mit Unterstützung der Robert Bosch Stiftung u. a.[15]